# Jayce and the Wheeled Warriors
Jayce and the Wheeled Warriors (franz. Jayce et les Conquérants de la lumière) ist eine französisch-kanadische Zeichentrickserie, in der sich zwei verfeindete Gruppen gegenüberstehen. „Die Guten“ sind menschlicher Natur und werden Lightning League genannt. Auf der Seite „des Bösen“ steht eine Gruppe von Wesen mit pflanzlich organischem Ursprung, die Monster Minds genannt werden, und vor allem grüne und schwarze Fahrzeuge nutzen. 
Da es zu den Spielfiguren samt Zubehör von Mattel, worauf die Serie zurückgeht, keine Hintergrundgeschichte gab, wurden für die filmische Adaption einige Charaktere neu geschaffen und eine entsprechende Geschichte konzipiert.

## Handlung
Jayce ist der Sohn des brillanten Botanikers Audric. Aus dessen Experimenten entstand unter anderem das humanoide Mädchen Flora. Ein weiteres Ergebnis seiner Forschungen ist eine Art Wundergetreide, das unter jeglichen Umweltbedingungen gedeihen kann und letztlich den Hunger in den Galaxie beenden soll. Durch eine Sonneneruption wird die Wunderpflanze in eine böse Lebensform verwandelt, die den Namen Saw Boss trägt. Auch andere Pflanzen in Audrics Labor werden von dem stellaren Leuchten verändert und verwandeln sich zu den Monster Minds. Daraufhin entwickelt er eine Waffe, um die bösen Pflanzen zu vernichten. Dennoch muss er fliehen, bevor er sie überhaupt nutzen kann, und teilt die Waffe in zwei Teile. Einen Teil behält er, den anderen übergibt er seinem Vertrauten Oon mit dem Auftrag, für die Sicherheit seines Sohnes Jayce zu sorgen. 
Später nimmt Jayce als Anführer der Lightning League die Suche nach seinem Vater Audric und den Kampf gegen die Monster Minds auf. Dabei nutzt man weiße und silberne Fahrzeuge und das Raumschiff Pride of the Skies II. Die Monster Minds hingegen besitzen eine Art Kletterpflanze, die sich durch den interstellaren Raum schlängelt und durch ihre Sprosse ihre Keime in andere Welten trägt, die sich durch rapides Wachstum sehr schnell zu Monster Minds vermehren. Anführer der Monster Minds ist Saw Boss.
Schließlich gelingt es Jayce aber doch – nun wieder mit seinem Vater vereint – die Monster Minds zu vernichten.

## Produktion und Veröffentlichung
Die Produktion der Serie übernahmen die Firmen DiC Audiovisuel und ICC TV Productions. Die meisten Folgen wurden von den französischen Drehbuchautoren Jean Chalopin und Haskell Barkin geschrieben. J. Michael Straczynski fungierte als Produzent/Hauptautor, William R. Kowalchuk junior leitete die Produktion und Shuki Levy komponierte die Schauspielmusik. Die Serie wurde von den japanischen Animationsstudios Sunrise, Shaft, KKDIC, Studio Giants und Studio Look animiert.
Die Erstausstrahlung der Serie fand ab dem 9. September 1985 im Kinderprogramm von TF1 in Frankreich statt. Die englischsprachige Version wurde am 16. September 1985 im US-amerikanischen Markt ursprünglich durch „First-Run-Syndication“ abgedeckt, erst ein Jahrzehnt (1994/1995) später wurde die Serie in den „Cartoon Express“-Block aufgenommen. Die Serie wurde in Großbritannien durch Channel 4 und Sky Channel erstmals ausgestrahlt. In den USA und Frankreich erschien die Serie auch auf DVD.

## Synchronisation
| Rolle                                    | englischer Sprecher |
| ---------------------------------------- | ------------------- |
| Jayce                                    | Darrin Baker        |
| Gillian                                  | Charles Jolliffe    |
| Oon                                      | Luba Goy            |
| Gun Grinner                              | John Stocker        |
| Audric, K.O. Cruiser, Saw Trooper        | Dan Hennessey       |
| Flora                                    | Valerie Politis     |
| Saw Boss (englisch) Diskor (französisch) | Giulio Kukurugya    |
| Terror Tank, Herc Stormsailer            | Len Carlson         |
| Ansager                                  | George Buza         |